# Friedrich Kahlhöfer
Georg Friedrich Kahlhöfer (* 9. Mai 1831 in Rhena; † 23. Mai 1865 in Bömighausen) war ein deutscher Ackergutsbesitzer und Politiker.
Kahlhöfer war der Sohn des Richters Johann Philipp Kahlhöfer und dessen Ehefrau Anne Christine, geborene Behlen (1798–1878). Er heiratete am 17. September 1854 in Bömighausen Marie Louise Eierding (1828–1887), Witwe des Johann Konrad Kahlhöfer (1813–1853). Kahlhöfer war Ackergutsbesitzer in Bömighausen, wo er von 1852 bis 1864 auch als Bürgermeister wirkte. Von 1863 bis zu seinem Tode war er Abgeordneter im Landtag des Fürstentums Waldeck-Pyrmont. Er wurde für den Wahlkreis Kreis des Eisenbergs gewählt.